# Senaat (Swaziland)
De Senaat (Swazi: Indlu yeTimphunga; Engels: Senate) is het hogerhuis van het parlement van Swaziland en telt momenteel 30 leden waarvan er 20 door de koning van het land worden benoemd en de overige 10 worden gekozen door het Huis van Samenkomst, het lagerhuis van het parlement. Verkiezingen vinden om de vijf jaar plaats. De laatste verkiezingen vonden in 2018 plaats.
Volgens de wet moet een minimum van het aantal senatoren, dat is dertien, vrouw zijn, maar in 2013 waren er slecht tien vrouw. Tussen 2006 en 2018 kende de Senaat wel een vrouwelijke voorzitter in de persoon van prinses Gelane Zwane. Zij werd in 2018 opgevolgd door pastor Lindiwe Dlamini, wederom een vrouw. Zij was eerder minister van Openbare Werken en Transport
De wetgevende macht is in Swaziland gevestigd in Lobamba; de uitvoerende macht zetelt in Mbabane.